# Maria Vlasiou
Maria Vlasiou (geboren in 1980) is een Grieks wiskundige. Zij is hoogleraar wiskunde aan de Universiteit Twente. Ook is zij research fellow bij EURANDOM, het Nederlandse centrum voor statistiek, kansrekening en stochastisch onderzoek.

## Biografie en werk
Vlasiou promoveerde in 2006 aan de TU Eindhoven op een proefschrift getiteld ‘Lindley-type recursions’. Voor haar promotieonderzoek ontving zij deels financiering van de Aristoteles-universiteit in Thessaloniki. Later dat jaar ging zij werken aan de H. Milton Stewart School of Industrial and Systems Engineering at Georgia Institute of Technology. In 2017 was zij AMSI-ANZIAM lecturer aan het Australian Mathematical Sciences Institute.
Het werk van Vlasiou is gericht op stochastische processen, onderzoek naar stochastische operaties en wachtrijtheorie. Ook heeft zij gewerkt aan verstoringsanalyses voor risicomodellen. Tevens specialiseert zij zich in Lévy-processen, grote afwijkingen voor niet-monotone stochastische recursies en proportionele rechtvaardigheid in zwaar verkeer voor netwerken voor het delen van bandbreedte.
Vlasiou is redacteur van de wetenschappelijke tijdschriften IISE Transactions, INFOR: Information Systems and Operational Research, OR Spectrum, en Mathematical Methods of Operations Research en is regelmatig organisator van conferenties in toegepaste kansrekening en operations research geweest. Ook maakte zij deel uit van de wetenschappelijke adviesraad van het Lorentz Center in Leiden.
Vanaf 1 januari 2024 is zij directeur van LNMB - het Landelijk Netwerk Mathematische Besliskunde.

## Overige activiteiten
Vlasiou is nationale ambassadeur van de commissie voor vrouwen in de wiskunde van de Internationale Wiskundige Unie.
Zij was van januari 2017 tot februari 2022 voorzitter van European Women in Mathematics – The Netherlands (EWM-NL), de nationale vereniging van vrouwen die werkzaam zijn in de wiskunde. Deze organisatie is onafhankelijk maar heeft wel een sterke link met de European Women in Mathematics, zoals de naam laat zien.